# Биљана Костантиновић
Биљана Костантиновић (Краљево, 22. децембар 1961 — Краљево, 12. август 2024) била је српска позоришна и телевизијска глумица . Била је стална чланица ансамбла Краљевачког позоришта.

## Биографија
Биљана Костантиновић је глумом почела да се бави 1970. године на сцени Краљевачког позоришта, као чланица Пионирског позоришта које је своје представе изводило на дечјој сцени. Рад у матичној кући привремено је прекинула, а затим се, на сцену те установе вратила крајем 1983, те је надаље постала стална чланица ансамбла. Биљана је у оквиру матичне куће основала школу глуме „Сцена“, чији су полазници касније били укључени у рад позоришта. У сезони 2008/09, односно касније, од 2011. до 2013. године налазила се на месту директорке Краљевачког позоришта. Чланица је Савеза драмских уметника Србије, а поред рада у позоришту играла је и у неколико екранизација. Добитница је више признања за глумачка остварења, међу којима је и Награда Зоранов брк за глумца вечери на „Данима Зорана Радмиловића“ у Зајечару 2015. године.

## Филмографија
| Год.  | Назив                  | Улога      |
| ----- | ---------------------- | ---------- |
| 2018. | Шифра Деспот           | спремачица |
| 2018. | Јутро ће променити све | Мица       |

## Представе
- Битка за Сењак
- Богаљ (Крушевачко позориште)[13]
- Вина и пингвина
- Вишњих
- Гнев Божји
- Господин фока
- Да ли је то била шева
- Девојка модре косе
- Живот је све што те снађе
- Зла жена
- Иза затворених врата
- Камен за под главу
- Кокошка
- Лутка од крпа
- Љубавно писмо
- Љубинко и Десанка
- Ожалошћена фамилија
- Перпетуум мобиле
- Пешице
- Пиџама за шесторо
- Позив на игру
- Покондирена тиква
- Прва дама
- Прича
- Провинцијске анегдоте
- Професионалац
- Путујуће позориште Шопаловић
- Ручни рад
- Самоубиствена Пепељуга
- Славуј и кинески цар
- Стара времена
- Сумња
- Сумњиво лице
- Тарам барам беца
- Трапави змај
- Хиперполични параболоид
- Цецилијине чаробне крофне
- Чишћење идиота
- Човек од Ла Манче
- Чудо у Шаргану
- Школа за жене

## Награде и признања
- Награда за најбољег глумца фестивала, БРАМС, Београд 1991, за улогу у представи Стара времена[9]
- Награда за најбољу главну улогу, ФЕМАС 1991, за улогу у представи Стара времена[9]
- Златна маска за глумачко остварење, Југословенски фестивал драмских аматера, Врање 1993, за улогу Ањесе у представи Школа за жене[9]
- Награда за најбољу женску улогу, Талија фест, Београд 1994, за улогу Десанке у представи Љубинко и Десанка[9]
- Златна маска за глумачко остварење, Југословенски фестивал драмских аматера, Врање 1994, за улогу Симане у представи Камен за под главу[9]
- Награда за најбољу женску улогу, ФЕМАС 1996, за улогу Марте у представи Гнев божји[9]
- Награда за глумачко остварење на Фестивалу драмских аматера Србије, Кула 1996, за улогу Рањевске у представи Вишњик[9]
- Зоранов брк глумцу вечери на „Данима Зорана Радмиловића“ у Зајечару 2015, за улогу Дијане у представи Кокошка[14]
- Награда за улогу сестре Алојзије у представи Сумња,[15] на 55. Фестивалу професионалних позоришта Србије „Јоаким Вујић“[16]